# 理科大学
理科大学（りかだいがく）は、理科を中心とする大学。特に理科の単科大学・分科大学。

## 教育機関
- 東京帝国大学理科大学
- 京都帝国大学理科大学
- 東北帝国大学理科大学（仙台理科大学）
- 東京理科大学
- 公立諏訪東京理科大学
- 山陽小野田市立山口東京理科大学
- 岡山理科大学
- 平城理科大学
- インド理科大学院